# Lubiejki
Lubiejki – wieś w Polsce położona w województwie podlaskim, w powiecie siemiatyckim, w gminie Milejczyce.
W latach 1975–1998 miejscowość administracyjnie należała do województwa białostockiego.
Wierni kościoła rzymskokatolickiego należą do parafii Matki Bożej Bolesnej w Osmoli.